# タマリンドガム
タマリンド（シード）ガム（tamarind (seed) gum）は、タマリンドの種子の胚乳部分を、温時～熱時水若しくは、アルカリ性水溶液で抽出処理して得られたもの、または、胚乳からの抽出物を、β-ガラクトシダーゼ（LacZの項目を参照）、ラクターゼで酵素処理したものである。
主成分は多糖類であり、食品添加物の増粘安定剤として用いられる。